# Straßenbahn Turin
Die Straßenbahn Turin ist einer der Hauptträger des öffentlichen Nahverkehrs in der norditalienischen Großstadt Turin, der Hauptstadt des Piemont. Sie wird heute von der Gruppo Torinese Trasporti (GTT) betrieben.
Turin besitzt das älteste Straßenbahnnetz in Italien, die erste Pferdebahn verkehrte bereits im Jahr 1871.
Das Netz besitzt eine Streckenlänge von 88 Kilometern, während die Gleislänge etwa 220 Kilometer beträgt.
In der Straßenbahn gilt der Verbundtarif der Agenzia per la Mobilità Metropolitana e Regionale, der auch bei der U-Bahn, der S-Bahn sowie dem Stadt- und Regionalbusverkehr angewendet wird.

## Überblick

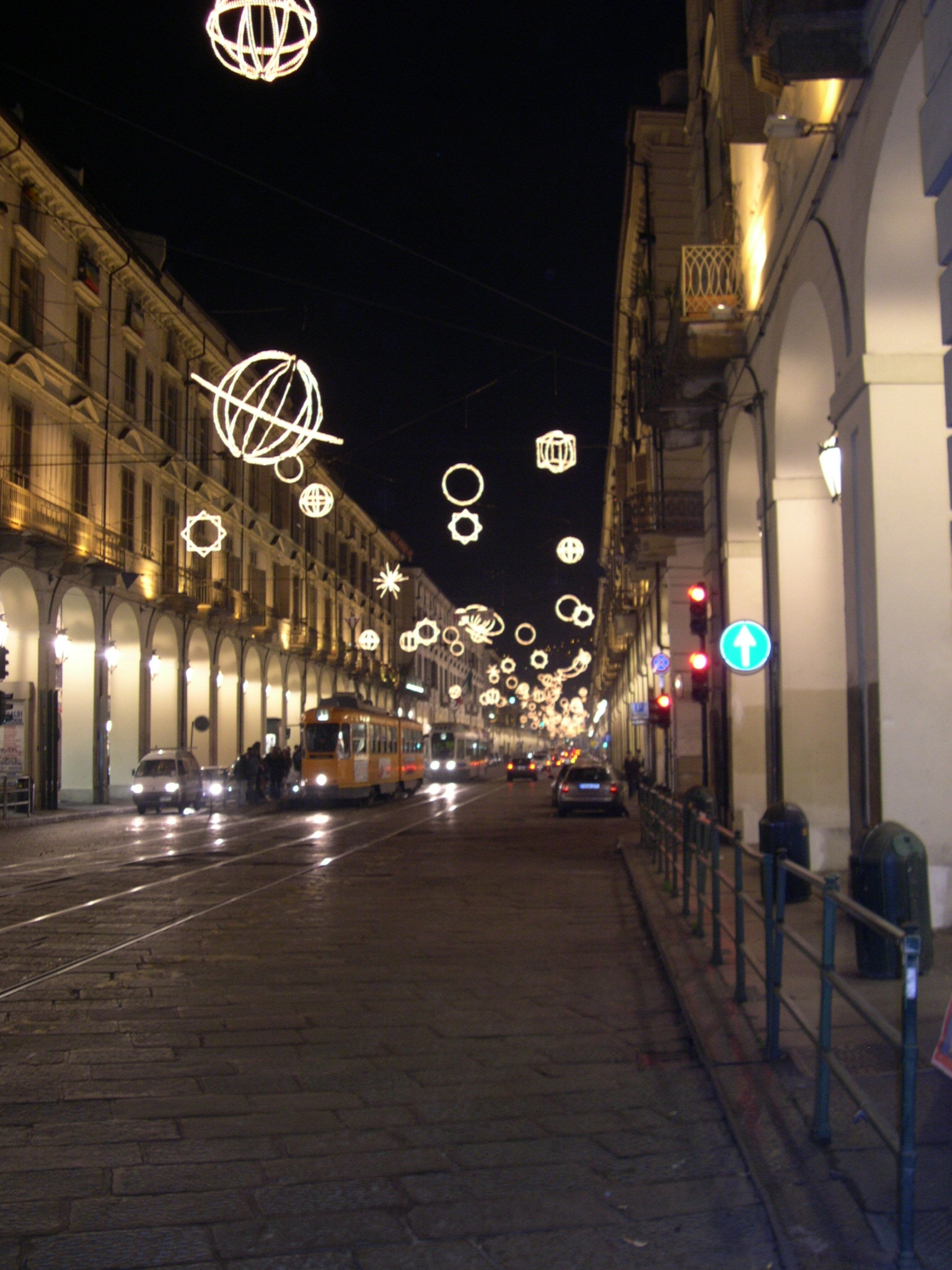
Straßenbahn auf der Via Po

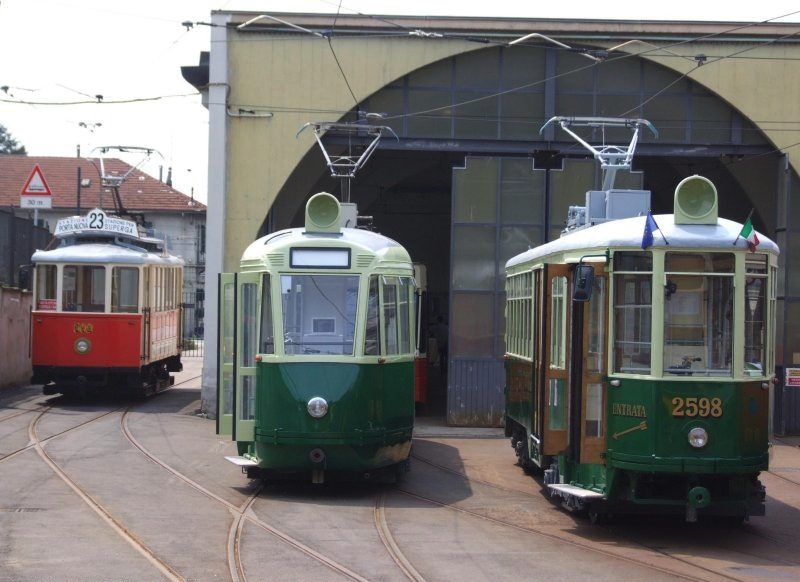
Historische Wagen der Turiner Straßenbahn

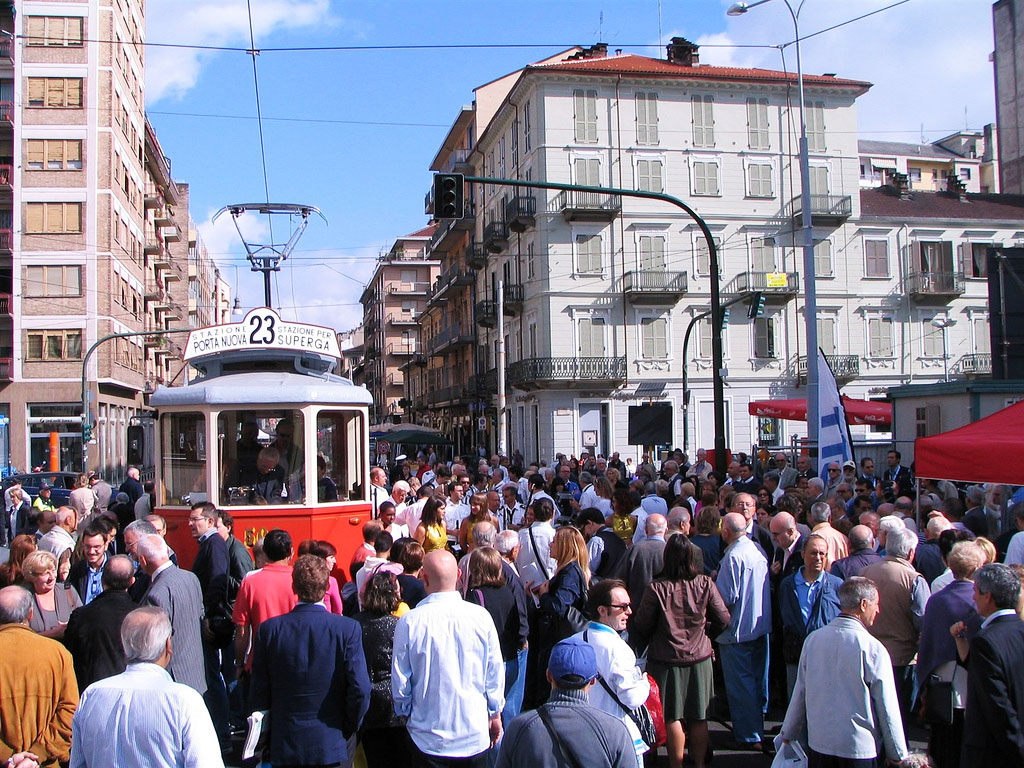
Historischer Wagen bei einem Stadtteilfest

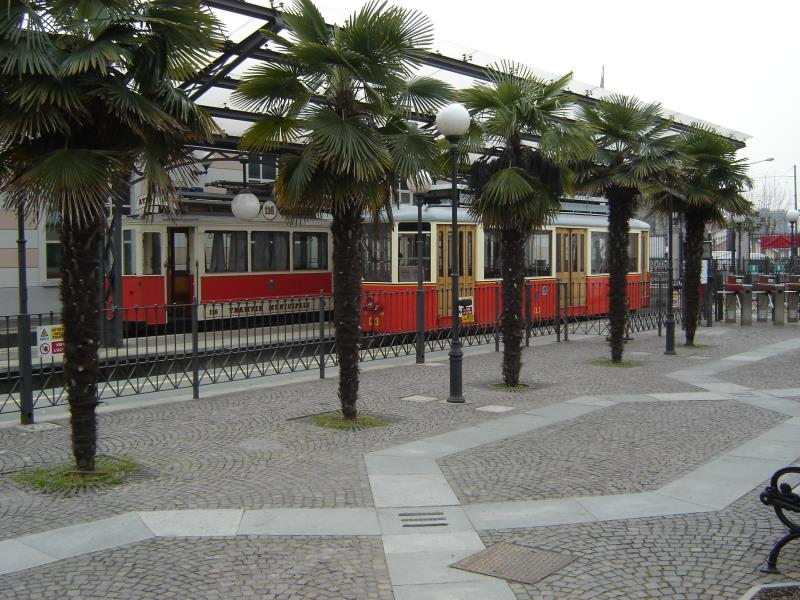
Haltestelle Sassi, Zahnradbahn Sassi–Superga

Das Straßenbahnnetz wird von 9 Linien befahren, die 11 verschiedene Linienwege besitzen, da einige Linienbezeichnungen für verschiedene Strecken benutzt werden: Dies gilt für die beiden Ringlinien um das Stadtzentrum, die 16 CD und die 16 CS – wobei CS für Circolare Sinistra (Ring gegen den Uhrzeigersinn) und CD für Circolare Destra (Ring im Uhrzeigersinn) steht – und die Linien zum Stadion der Juventus. Auch die Zahnradbahn Sassi–Superga, die den gleichnamigen Hügel auf einer Höhe von 672 Meter über dem Meeresspiegel erschließt, gehört zum Turiner Straßenbahnnetz.
Das Netz umfasst eine Gleislänge von 220 Kilometern (von denen 100 Kilometer auf eigenem Gleiskörper verlaufen) mit 470 Kilometern Erdkabeln, 696 Weichen (davon 195 funkferngesteuert) und 175 Ampeln mit Vorrangschaltung. Der Wagenpark der Turiner Straßenbahn ist weltweit einer der vielfältigsten. Im planmäßigen Betrieb verkehren Züge mit zum Teil sehr wertvollen historischen Fahrzeugen. Die Zahnradbahn Sassi-Superga verkehrt sogar mit Wagen aus dem Jahr 1884, die wie die gesamte Turiner Flotte sorgfältig restauriert wurden.
Die ATTS (Associazione Torinese Tram Storici, dt. Turiner Verein für historische Straßenbahnen) erhält gemeinsam mit der GTT Fördermittel der italienischen Regierung zum Fahrzeugerhalt, da die Straßenbahn als ökologisches Verkehrsmittel und kulturelles Erbe eine große Bedeutung für die Stadt besitzt. Jedes Jahr richtet die ATTS das Torino Trolley Festival aus, das erste und einzige Fest historischer und aktueller Straßenbahnen in seiner Art in Italien.

## Aktuelles Liniennetz

### Stadtlinien
Das Liniennetz umfasst zehn Linien, von denen die Linie 16 aus zwei Ringlinien (16 CS links, 16 CD rechts) und die Linie 9 aus einer Stammlinie und einer gestrichenen Linie (9, 9/) besteht:
| Linie | Linienweg                                               | Länge   | Bemerkungen |
| ----- | ------------------------------------------------------- | ------- | --- |
| 3     | Corso Tortona ↔ Piazzale Vallette                       | 9,35 km | |
| 4     | Strada del Drosso ↔ Via delle Querce                    | 17,8 km | |
| 7     | Piazza Castello ↔ Bahnhof Porta Nuova ↔ Piazza Castello | 6,9 km  | Ringlinie mit historischen Fahrzeugen, verkehrt an Samstagen, Sonn- und Feiertagen sowie während der Weihnachtsferien |
| 9     | Piazza Stampalia ↔ Corso Massimo D’Azeglio              | 9,4 km  | |
| 9/    | Piazza Bernini ↔ Juventus Stadium                       | 5,5 km  | verkehrt nur bei Veranstaltungen in der Juventus Arena                                                                |
| 10    | Piazza Statuto ↔ Corso Settembrini / Piazza Caio Mario  | 9,3 km  | aufgrund von Bauarbeiten für den Eisenbahntunnel Passante Ferroviario verkürzt                                        |
| 13    | Piazza Campanella ↔ Piazza Gran Madre                   | 6,7 km  | verkehrt nur werktags und nur tagsüber                                                                                |
| 15    | Via Brissogne ↔ Piazza Coriolano                        | 11,5 km | |
| 16 CS | Piazza Sabotino ↔ Via Rossini ↔ Piazza Sabotino         | 12 km   | Ringlinie im Gegenuhrzeigersinn                                                                                       |
| 16 CD | Piazza Sabotino ↔ Via Rossini ↔ Piazza Sabotino         | 12 km   | Ringlinie im Uhrzeigersinn                                                                                            |
| 79    | Piazza Gustavo Modena ↔ Basilica di Superga             | 3,1 km  | Zahnradbahn Sassi–Superga                                                                                             |

Die Linie 18 verkehrt zurzeit im Schienenersatzverkehr, da Bauarbeiten für die U-Bahn Turin einige Gleisabschnitte in der Via Nizza unerreichbar machen.
Bei Veranstaltungen im Stadio delle Alpi wurden einige Fahrten der Linien 3 und 9 in Richtung des Stadions umgeleitet. Später wurden diese Fahrten aufgegeben und durch eine Einsatzlinie 9/ auf ähnlichem Weg wie die Linie 9, aber in südlicher Richtung auf dem Corso Maroncelli verlängert und umgeleitet über den Bahnhof Porta Susa, der von der Linie 9 sonst nicht bedient wird. In der Zeit, als das Stadio delle Alpi abgerissen wurde, verkehrte die Linie 9/ nicht. Nach der Eröffnung der neuen Juventus Arena an gleicher Stelle am 8. September 2011 wurde die Linie 9/ mit dem Verlauf Piazza Bernini (Umsteigemöglichkeit zur U-Bahn-Linie M1) ↔ Juventus Stadium (nach Spielende sind die Fahrten bis zum Bahnhof Porta Nuova verlängert) wieder eingerichtet. Die Linie verkehrt ausschließlich bei Sportveranstaltungen im neuen Stadion.

### Metrotranvia
Die Linien 3 und 9 wurden in den 1980er Jahren als Metrotranvia (dt. Stadtbahn) errichtet. Heute werden sie als Straßenbahnlinien auf vollständig eigenem Gleiskörper bezeichnet. Auf diesen Linien werden Niederflurbahnen der Serien 5000 und 9000 eingesetzt.
Die Linie 4 hat eine ähnliche Charakteristik wie die Linie 3, jedoch werden andere Fahrzeuge eingesetzt. Auch die Linie 4 verfügt zum Großteil über einen eigenen Gleiskörper und erreicht so eine höhere Reisegeschwindigkeit. Auf dieser Linie verkehren Wagen der Serie 6000.

## Geschichte

### Von der Eröffnung bis zur Nachkriegszeit

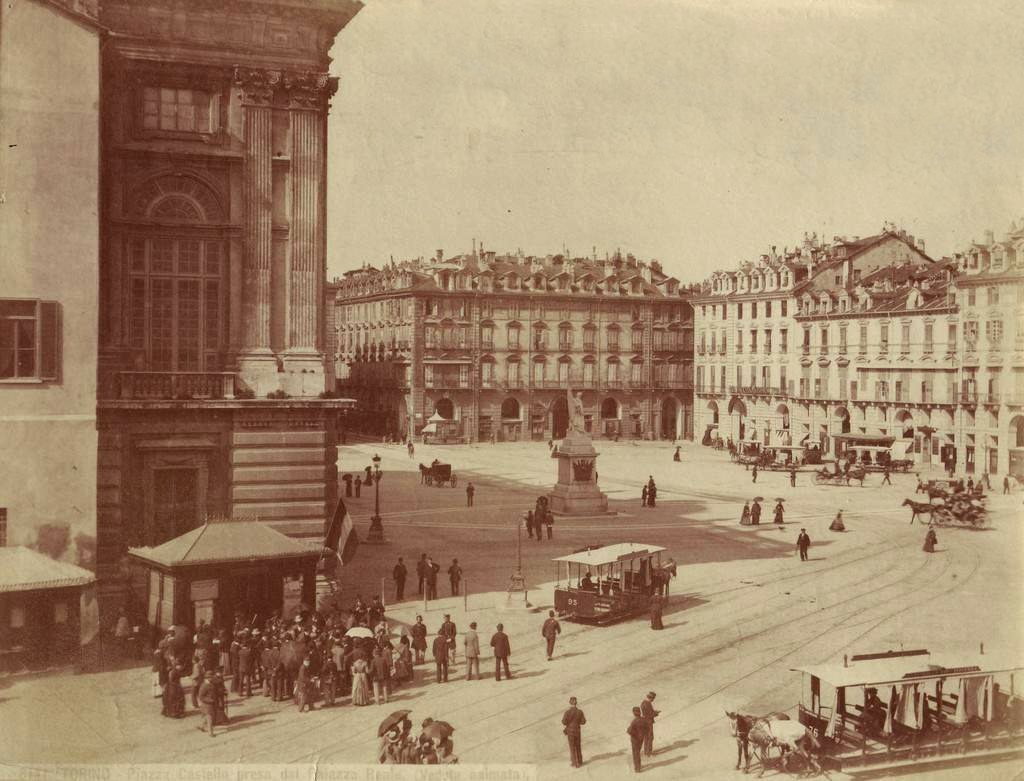
Pferdebahnen auf der Piazza Castello, Ende des 19. Jahrhunderts

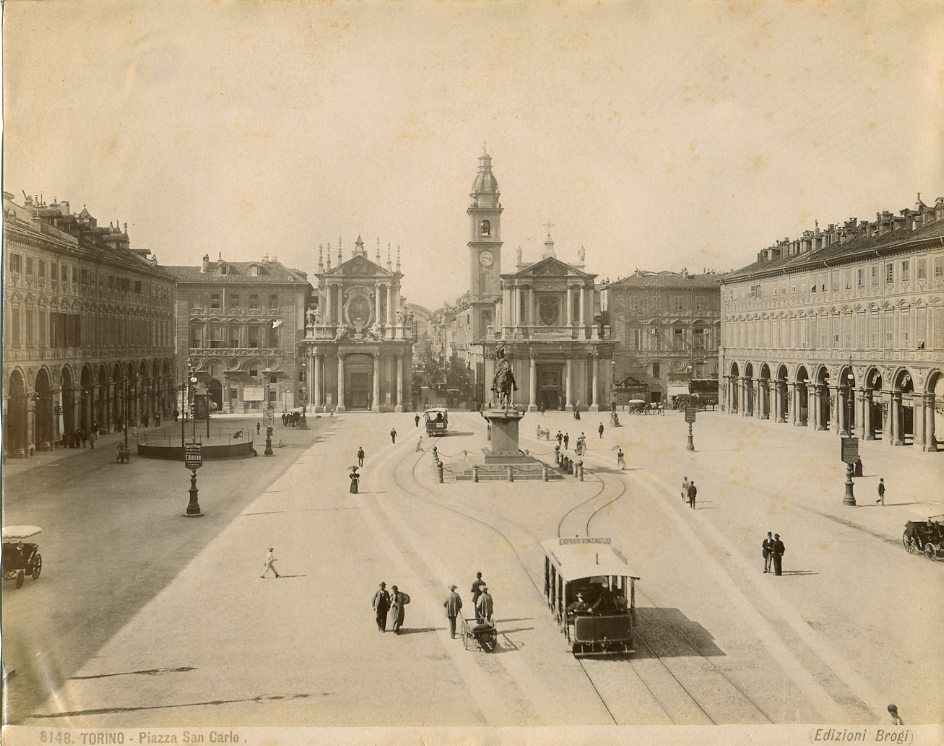
Pferdebahn auf der Piazza San Carlo, Ende des 19. Jahrhunderts

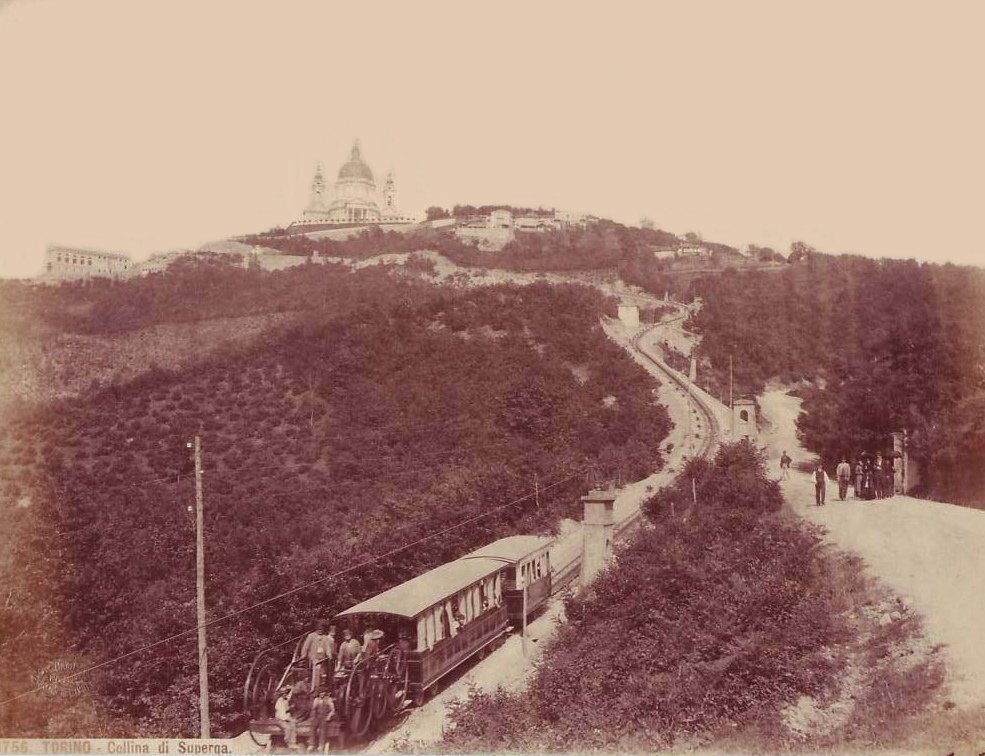
Zahnradbahn Sassi-Superga in den ersten Betriebsjahren

In der Zeit des Risorgimento verkehrten seit 1845 bereits zwei Pferdeomnibus-Linien in Turin. Die erste Konzession für Pferdestraßenbahnen wurde im Jahr 1871 erteilt. Die Société Belge-Turinoise de Tramways (Sbt) baute mit belgischen Kapital in wenigen Jahren ein Netz von neun Linien auf. Im Jahr 1891 wurde mit der Società Torinese di Tramways e ferrovie economiche (Stt) eine weitere Gesellschaft gegründet, die drei neue Linien eröffnete. Ab dem Jahr 1893 wurden die Strecken elektrifiziert und zum Ende des Jahrhunderts war die Elektrifizierung abgeschlossen. In dieser Zeit fusionierten Sbt und Stt. Außerdem erhielt eine dritte Gesellschaft, die Società Anonima Elettricità Alta Italia (Saesi), die Konzession zum Bau neuer Strecken. Im Jahr 1901 wurde das Halten auf Zuruf abgeschafft und feste Haltestellen eingeführt. Die Gesellschaft Saesi wurde im Jahr 1907 kommunalisiert. Nachdem 1922 das Netz der Sbt-Stt eingegliedert wurde, wurde als einheitliche Betreibergesellschaft die Azienda Tranviaria Municipale gegründet. Bis zur Integration der Netze dauerte es jedoch noch eine Zeit, da die Sbt-Stt ein unabhängiges Streckennetz besaß, eigene Fahrzeuge einsetzte und zur Linienkennzeichnung Buchstaben statt Ziffern verwendete. Der Ausbruch des Zweiten Weltkriegs stoppte die weitere Entwicklung und die Bombardierung der Stadt führte zu Einschränkungen des Straßenbahnverkehrs.

### Von 1949 bis Mai 1982
Im Jahr 1949 erreichte das Netz der Turiner Straßenbahn mit 23 Linien seine größte Ausdehnung. In den 1950er Jahren wurden trotz eines starken Anstiegs der Turiner Bevölkerung sechs Linien stillgelegt. In der gleichen Zeit wurden jedoch auch die ersten Gelenktriebwagen mit einer Länge von mehr als 18 Metern (Serie 2700) eingesetzt. In den 1960er Jahren geriet die Straßenbahn durch die Massenmotorisierung ins Hintertreffen und weitere sechs Linien wurden mit der Linienreform von 1966 eingestellt. Aufgrund der Ölkrise 1973 kam es in der folgenden Dekade zu einer leichten Erholung.

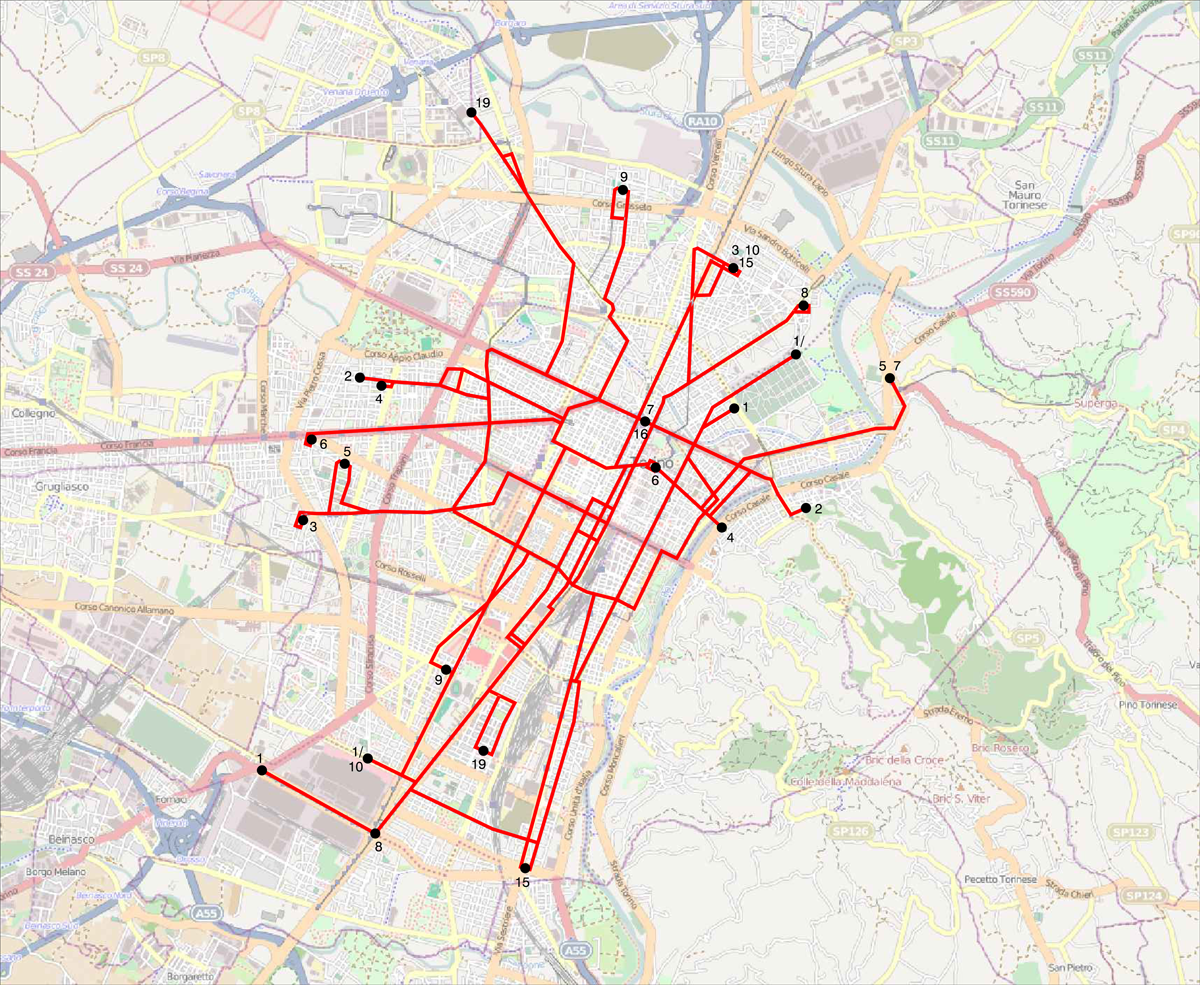
Netzplan vor Mai 1982

Vor der Netzreform vom 2. Mai 1982 wurden nahezu alle Stadtteile von den 14 Straßenbahnlinien erschlossen.
Folgende Linien verkehrten vor dem 2. Mai 1982:
| 1  | Via Catania – Corso Settembrini               | (1953–1982) |
| 1/ | Corso Regio Parco – Corso Tazzoli             | (1961–1982) |
| 2  | Piazza Campanella – Piazza Toselli            | (1929–1982) |
| 3  | Largo Gottardo – Via Brissogne                | (1898–1982) |
| 4  | Via Crevacuore – Piazza Gran Madre            | (1924–1982) |
| 5  | Via Fattori – Piazza Coriolano                | (1901–1982) |
| 6  | Via Fidia – Piazza Castello                   | (1924–1982) |
| 7  | Piazza della Repubblica – Piazza Coriolano    | (1975–1982) |
| 8  | Via Paroletti – Piazza Caio Mario             | (1914–1982) |
| 9  | Via Massari – Corso Sebastopoli               | (1925–1982) |
| 10 | Largo Gottardo – Corso Tazzoli                | (1912–1982) |
| 15 | Largo Gottardo – Corso Maroncelli             | (1924–1982) |
| 16 | Piazza della Repubblica (Ringlinie)           | (1924–1982) |
| 19 | Via Amati (Venaria Reale) – Piazza Galimberti | (1925–1982) |

### Seit Mai 1982

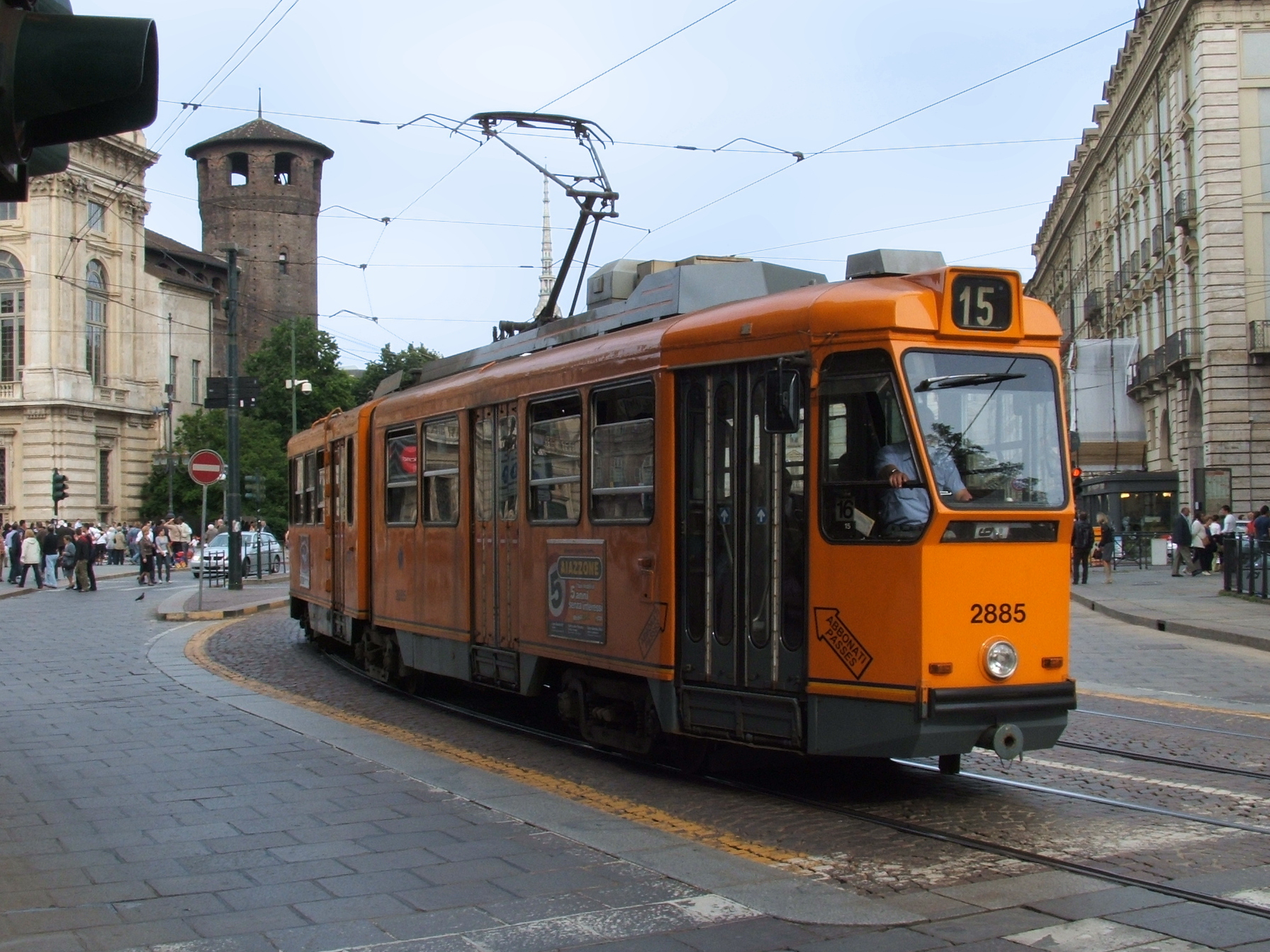
Wagen der Serie 2800

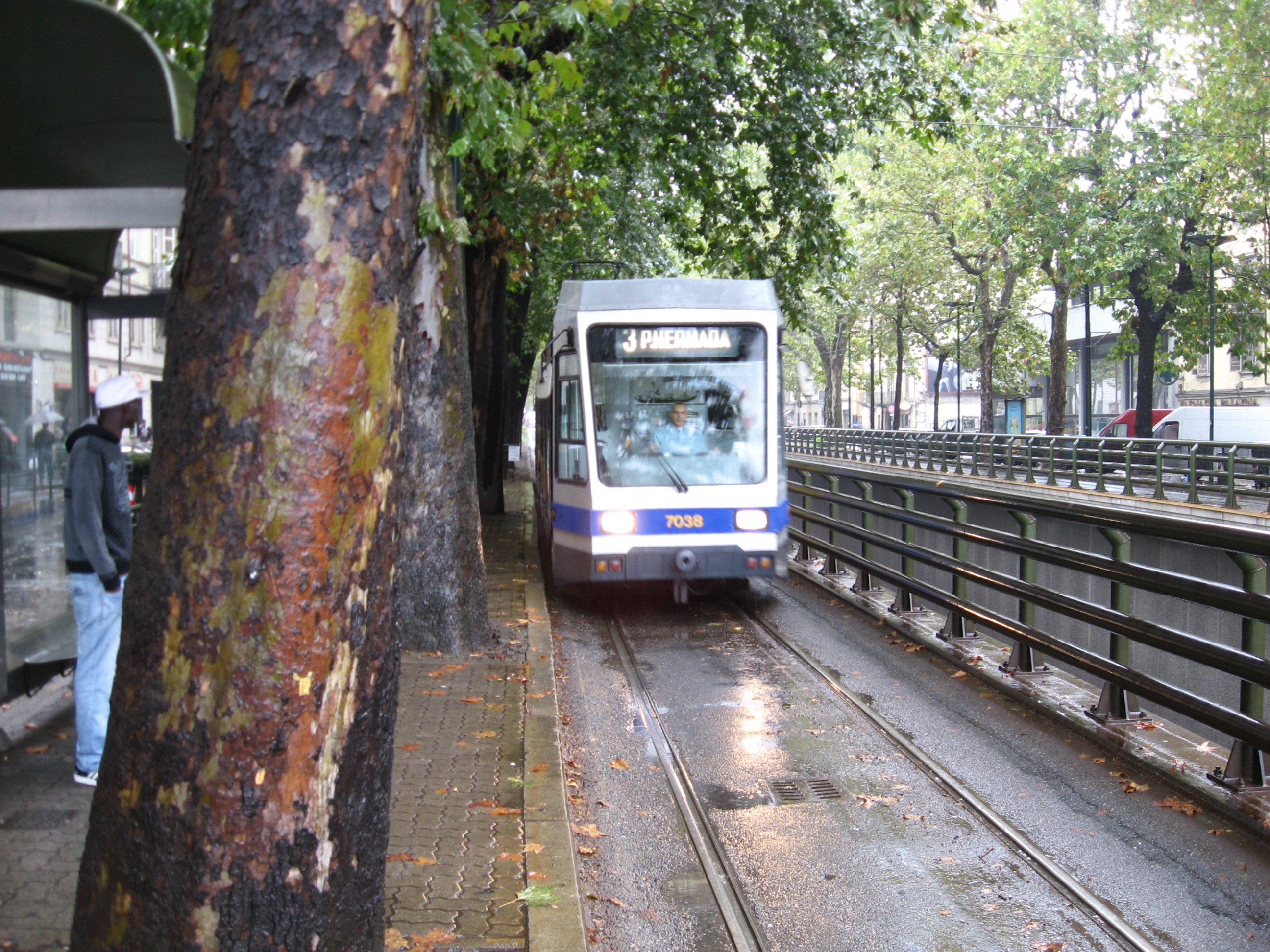
Wagen der mittlerweile verschrotteten Serie 7000 in aktueller Farbgebung (2009)

Einige Linien verkehrten vor der Linienreform vom Mai 1982 teilweise auf gemeinsamen Streckenabschnitten, z. B. die Linien 2 und 4 im Stadtteil Parella, die Linien 3, 10 und 15 im Stadtteil Barriera di Milano, die Linien 3 und 5 im Stadtteil San Paolo und die Linien 5 und 7 im Stadtteil Vanchiglia. Ein Ziel der Linienreform war es, auf jeder Strecke nur noch eine Linie verkehren zu lassen. Außerdem wurden kürzere Linien zu Durchmesserlinien vereinigt. So vereinigte die Linie 18 die Linienwege der alten Linien 1 und 8. Insgesamt wurde die Netzreform von den Fahrgästen kritisiert, auch weil Buslinien verändert oder eingestellt wurden.
Das heutige Netz basiert auf dieser Reform, die auf den damaligen Verkehrsdezernenten Rolando zurückgeht. Der Plan sah die Einrichtung einer Metropolitana leggera (dt.: Stadtbahn) auf den Linien 1 bis 5 vor, die die Hauptlinien des Netzes mit langen Abschnitten auf eigenem Gleiskörper bilden sollten. Diese sollten von herkömmlichen Straßenbahnlinien (10, 13, 14, 15, 16 Ring, 17 und 18) ergänzt und somit ein gitterförmiges Netz erreicht werden, das Überlagerungen mit anderen Linien vermied und höhere Reisegeschwindigkeiten erreichte.
Von diesem Plan wurde zunächst nur die Linie 3 umgesetzt, während die Linien 2 und 5, die zunächst von Omnibussen bedient wurden, nicht gebaut wurden. Auch die Straßenbahnstrecken für die Linien 14 und 17 wurden nicht gebaut. In den folgenden Monaten wurde die Linie 12 eingerichtet, die die Lücken schloss, die durch die Einstellung der Linien 9 und 19 entstanden waren. Diese Linie wurde dann in die Linien 11 und 12 geteilt und im Jahre 1998 stillgelegt.
Anlässlich der Fußball-Weltmeisterschaft 1990 wurde die Linie 9 gebaut, die die gleichen Parameter wie die Linie 3 besitzt. Sie verbindet das Messegelände mit dem Stadtteil Lanzo einschließlich eines Abzweigs zum Juventus Stadium (ehemals Stadio delle Alpi). Zwischen 2002 und 2007 wurde die Linie 9 aufgrund von Bauarbeiten für die U-Bahn-Linie M1 im Schienenersatzverkehr betrieben. Seit der Wiedereröffnung können Straßenbahnwagen der Serie 7000 auf dieser Strecke nicht mehr eingesetzt werden.
In den ersten Jahren des 21. Jahrhunderts wurde die Linie 4 um etwa 10 Kilometer auf 18 Kilometer verlängert. Der Großteil der Neubaustrecke verläuft auf eigenem Gleiskörper.
Im Jahr 2002 wurde die Linie 1 aufgrund von Bauarbeiten für die U-Bahn stillgelegt. Seit dem Jahr 2007 ist die Linie 1 durch die U-Bahn ersetzt. Im Jahr 2007 haben die Bauarbeiten die Via Nizza erreicht, deshalb ist seitdem auch die Linie 18 außer Betrieb.
Seit dem Jahr 2002 verkehrt in der Adventszeit und an den ökologischen Sonntagen (Domeniche ecologiche) die Linie 13/ mit historischen Fahrzeugen, die dem Linienweg der Linie 13 auf der Strecke Statuto – Gran Madre folgt. Diese Linie verkehrte auch während der Olympischen Winterspiele 2006.
Aufgrund der Bauarbeiten für den S-Bahn-Tunnel Passante Ferroviario wurde die Linie 10 ab August 2006 um den Abschnitt Porta Susa – Via Massari verkürzt und endete seitdem am Rondò della Forca. An Sonn- und Feiertagen verkehrte die Linie 10 nicht mehr. Im Jahr 2011 wurde die nördliche Endstelle zur Piazza Statuto verlegt und im September 2012 wurde die Linie in südlicher Richtung längs des Corso Settembrini verlängert.
Im Oktober 2007 wurde für die Dauer von zwei Monaten anlässlich des hundertjährigen Jubiläums der GTT/ATM eine zweite historische Linie eingerichtet: Die Ringlinie 7. Damit wurde jene Straßenbahnlinie vorweggenommen, die seit dem 28. März 2011 in Verbindung mit den Feierlichkeiten zum 150. Jahrestag der Einheit Italiens eingerichtet wurde. Sie verkehrt im Stadtzentrum mit etwa einem Dutzend historischer Wagen aus den 1930er bis 1960er Jahren.
Am 8. Juni 2008 verkehrte anlässlich der ATTS Show im Depot der Zahnradbahn Sassi-Superga eine mit „15/“ bezeichnete kostenlose Zubringerlinie zwischen Via Bertola und Sassi, auf der die historischen Wagen 2595, 3203, 3279, 3501 und 116 eingesetzt wurden.
Am 10. November 2008, anlässlich der Teilnahme der ATTS an der 33. Modellbahnausstellung, verkehrte die Linie 7 (nur im Uhrzeigersinn) mit den Triebwagen 2595 und 3501, gleichzeitig fuhr eine Sonderlinie mit dem Triebwagen 116.
Am 28. März 2011 wurde schließlich der tägliche Verkehr auf der historischen Linie 7 mit einer doppelten Schleife in der Altstadt eingeführt. Wegen der geringen Inanspruchnahme wurde der Betrieb ab dem 1. Juli 2011 allerdings auf Samstage und Sonntage beschränkt.
Nach Ende der Feierlichkeiten zum 150. Jahrestag der Einheit Italiens (28. März bis 27. November), d. h. am 27. November 2011 endete die vorgesehene Bedienungszeit. Mit einer Änderung des Linienwegs wurde anschließend aber wieder der tägliche Betrieb eingeführt. Die neue Streckenführung verzichtet auf die Bedienung von Porta Susa, Piazza Statuto und Piazza della Repubblica zugunsten der Via Cernaia und der Via XX Settembre (Dom und Porta Palatina) und verläuft dann statt über die Piazza Carlo Emanuele II über die Via Po und den Corso Cairoli und berührt den Parco del Valentino.
Am 3. Dezember 2013 wurde die Linie 13 vorübergehend stillgelegt, nachdem bei der Montage der Weihnachtsbeleuchtung die Oberleitung im Bereich der Piazza Risorgimento beschädigt worden war; sie wurde am 7. Januar 2016 wieder in Betrieb genommen. Wegen des ständigen Ausbaus der fahrerlosen Metro in Turin fuhren 2013 ab dann nur die Linien 3, 4, 9, 10 und die Museumslinie 7. Alle anderen wurden mit einem Schienenersatzverkehr betrieben. Teilweise hielten sogar an wichtigen Knotenpunkten keine Straßenbahnen mehr. Manche Linien sind weiterhin stilllegungsgefährdet.

## Fahrzeuge

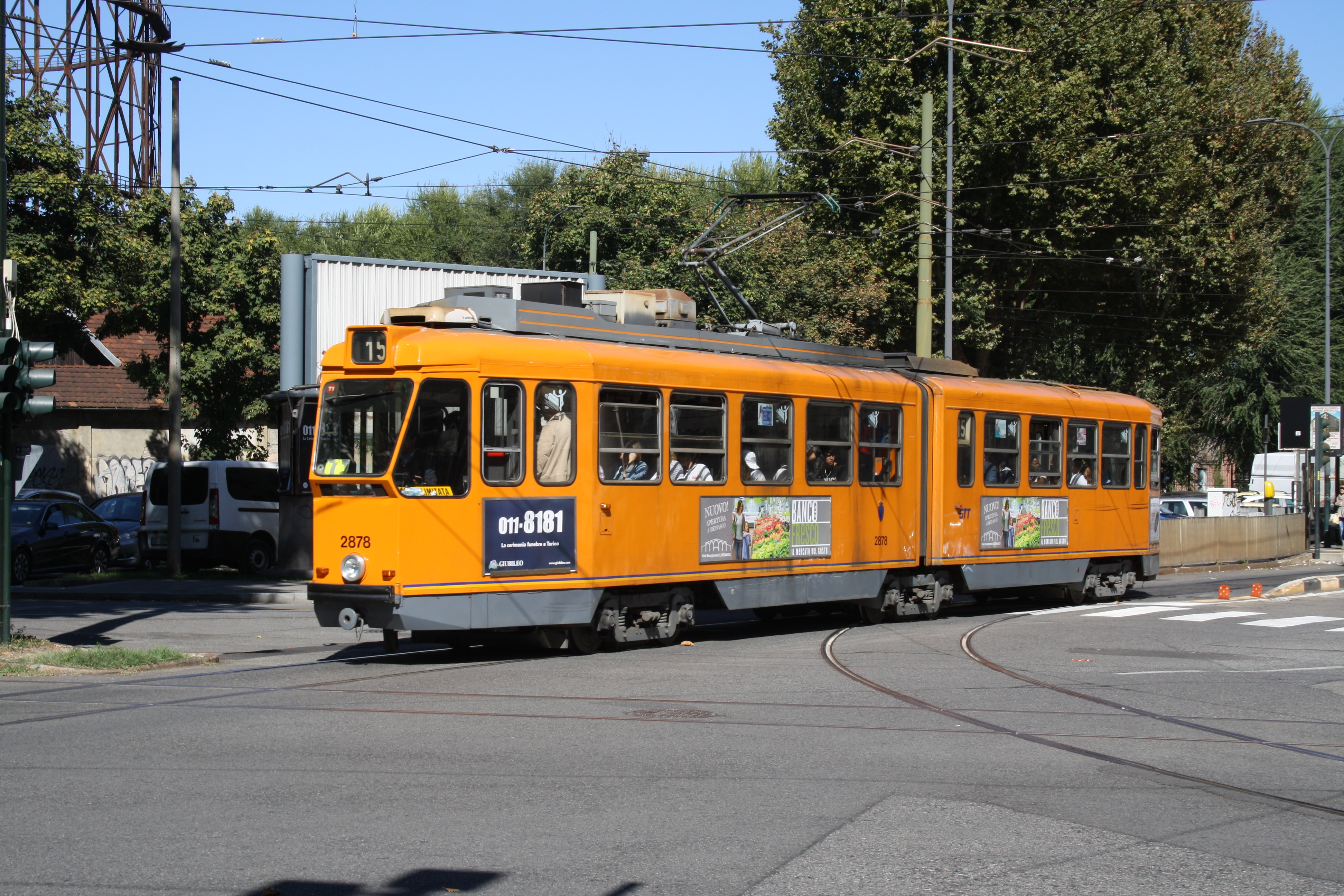
Wagen der Serie 2800

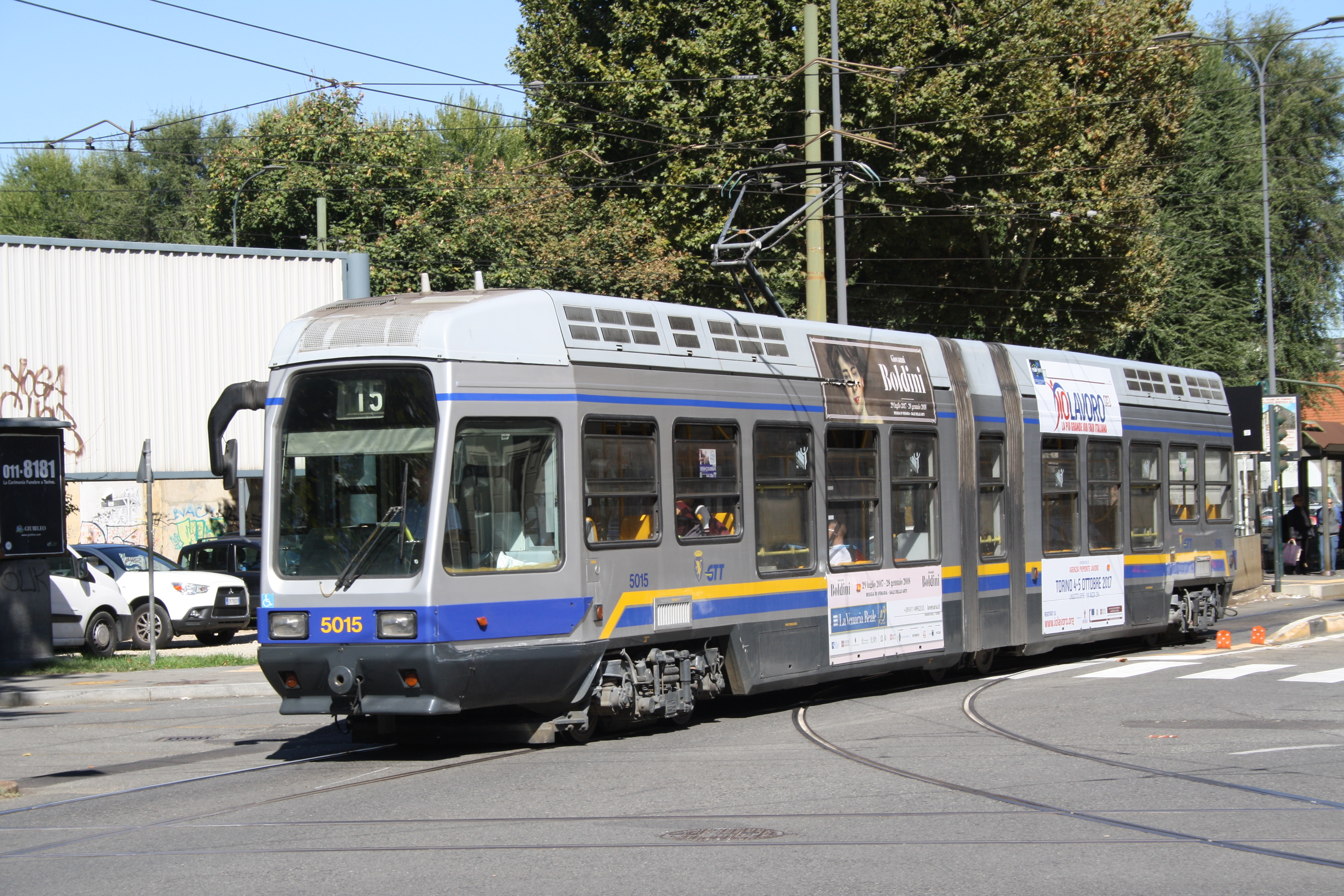
Wagen der Serie 5000

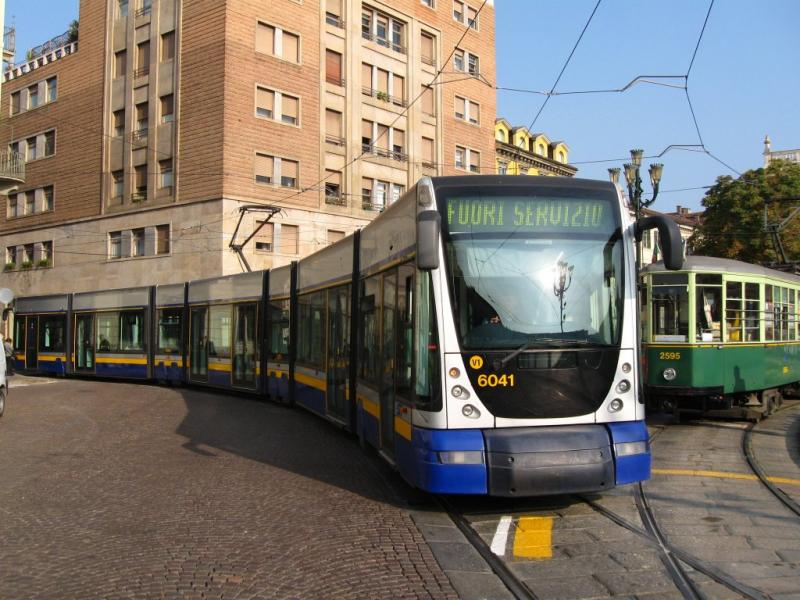
Wagen der Serie 6000 und historischer Wagen 2595

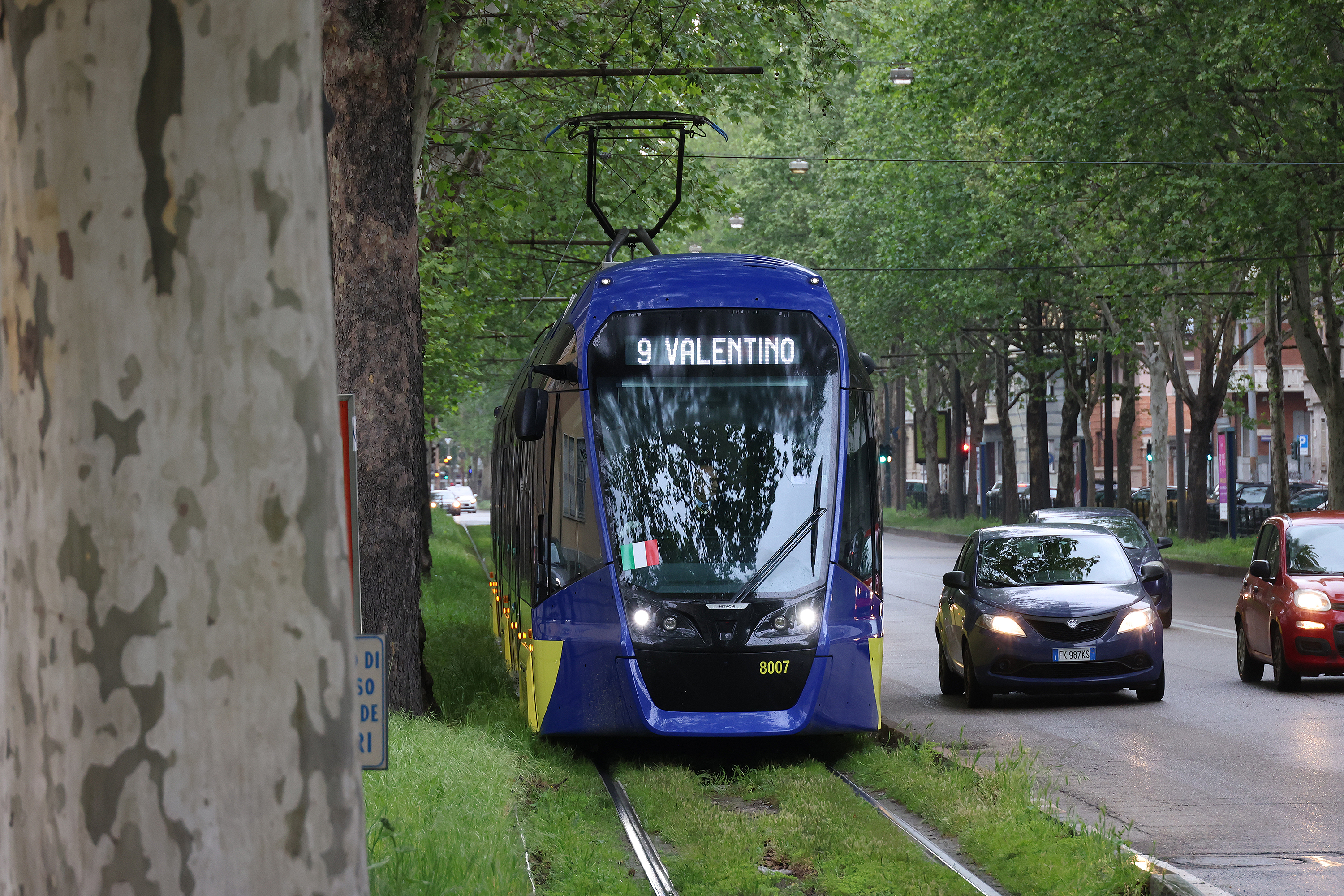
Turiner Straßenbahn des Typs Hitachi Sirio, Serie 8000.

Der Fahrzeugpark der Turiner Straßenbahn ist sehr vielfältig, da einerseits Fahrzeuge aus den 1960er Jahren im Linienverkehr eingesetzt werden (die Umbauwagen aus den 1930er Jahren sind), andererseits verkehren auch moderne Niederflurbahnen mit einer Länge von 34 Metern.

### Fahrzeuge im Linieneinsatz
- Serie 2800–2857: Triebwagen mit zwei Wagenkästen und drei Drehgestellen des Typs 2800 (erste Serie) – Baujahr: 1958–1960 (aus zwei Wagen der Serien 2100/2200 der 1930er Jahre zusammengebaut), modernisiert in den 1980er Jahren
- Serie 2858–2902: Triebwagen mit zwei Wagenkästen und drei Drehgestellen des Typs 2800 (zweite Serie) – Baujahr: 1982 (aus zwei Wagen der Serie 2500 aus den 1930er Jahren zusammengebaut)
- Serie 5000–5053: Gelenktriebwagen T.P.R. (= tram a pianale ribassato) mit drei Wagenkästen und drei Drehgestellen (niederflurig) – Fiat/Stanga – Baujahr: 1989–1992
- Serie 6000–6005 – Alstom Cityway: Einrichtungs-Gelenktriebwagen mit sieben Wagenkästen, davon drei schwebende Mittelteile (Sänften) (100 % niederflurig) – Baujahr: 2001
- Serie 6006–6054 – Alstom Cityway: Zweirichtungs-Gelenktriebwagen mit sieben Wagenkästen, davon drei schwebende Mittelteile (Sänften) (100 % niederflurig) – Baujahr: 2001–2003
- Serie 8001-8070 – Hitachi Sirio: Einrichtungs-Gelenkwagen mit fünf Wagenkästen, davon zwei schwebende Mittelteile (Sänften) (100 % niederflurig) – Baujahre: 2022-2024[12]

### Ehemalige Stadtbahnfahrzeuge
- Serie 7000–7050: Zweirichtungs-Gelenktriebwagen M.L. (= metropolitana leggera) mit zwei Wagenkästen und drei Drehgestellen – Fiat/AEG – Baujahr 1982–1986

Für den geplanten Umbau zur Stadtbahn wurden 1981 bei Fiat Ferroviaria 100 Gelenktriebwagen der Serie 7000 bestellt, im Februar 1983 wurde das erste Fahrzeug ausgeliefert. 1987 wurde mit der Linie 3 die erste stadtbahnmäßig ausgebaute Strecke eröffnet, danach wurden die entsprechenden Planungen eingestellt. Die Bestellung wurde auf 51 Einheiten reduziert, da die 2,50 m breiten Bahnen aufgrund ihrer Abmessungen im übrigen Netz nicht verkehren konnten. Ab 2014 wurden die Züge abgestellt und bis Februar 2016 ausnahmslos verschrottet.

### Historische Fahrzeuge

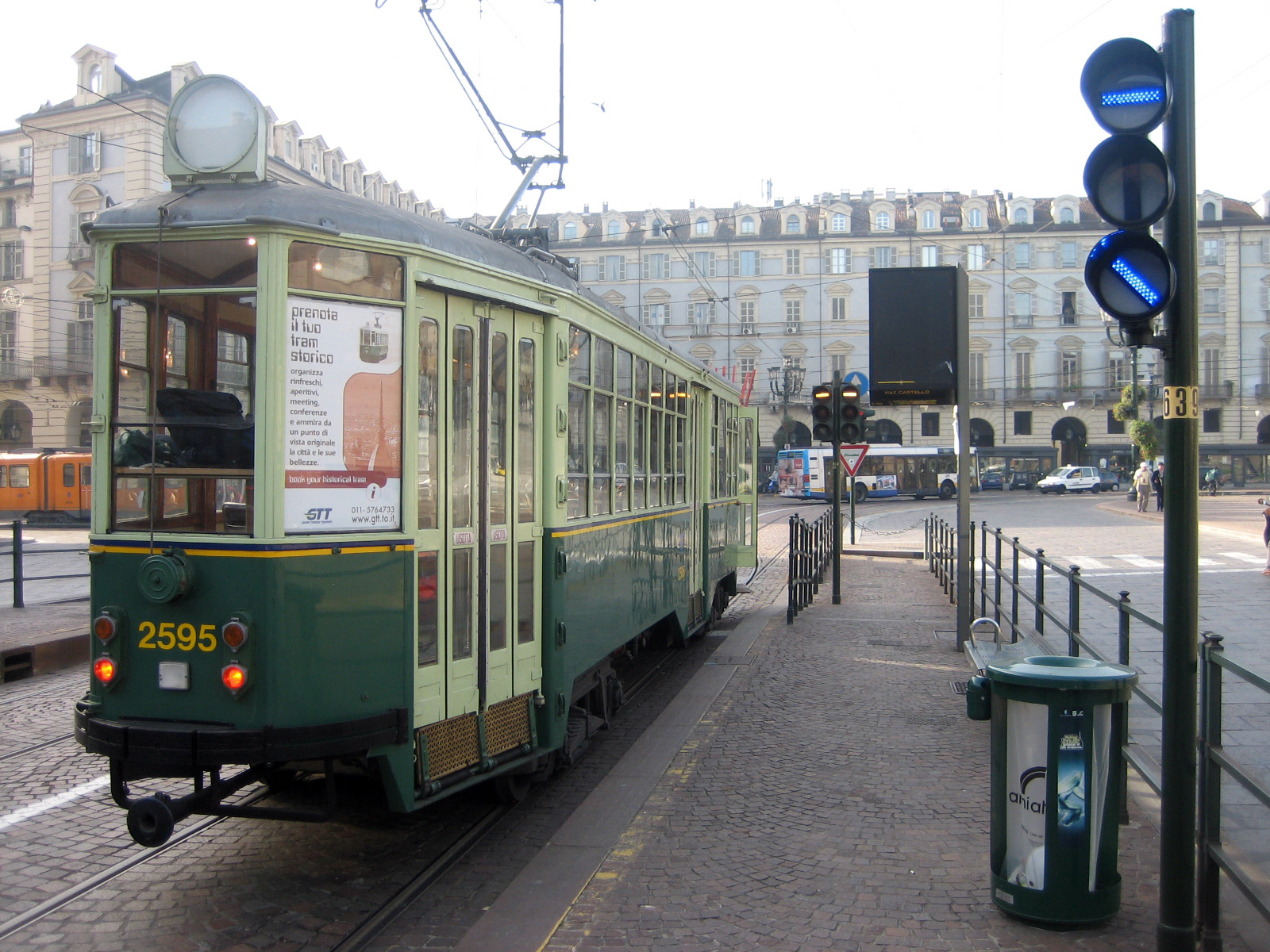
Heckansicht des Wagens 2595 aus dem Jahr 1930

- Triebwagen 116 Baujahr: 1911 (restauriert 1976)
- Triebwagen 201 – aus Bologna Baujahr: 1938 (restauriert 2011)
- Triebwagen 312 – Typ MRS aus Rom Baujahr: 1938 (restauriert 2010)
- Triebwagen 502 Baujahr: 1924 (nicht fahrfähig aufgearbeitet im Jahr 2000, fahrfähig restauriert 2009)
- Triebwagen 2592 Baujahr: 1932 (restauriert von der ATTS in Zusammenarbeit mit der GTT, Beginn der Arbeiten im Januar 2007, fertiggestellt am 4. Mai 2009)
- Triebwagen 2595 Baujahr: 1932 (restauriert 1999)
- Triebwagen 2598 Baujahr: 1932 (restauriert 2010 im Ursprungszustand)
- Triebwagen 2759 Baujahr: 1959 (restauriert 2012)
- Triebwagen 2847 Baujahr: 1960 (restauriert 2009)
- Triebwagen 3104 Baujahr: 1949 (restauriert 2010 im Ursprungszustand)
- Triebwagen 3203 Baujahr: 1958 (restauriert 2001)
- Triebwagen 3279 Baujahr: 1959 (restauriert 2001)
- Triebwagen 3501 Baujahr: 1948 (restauriert 1998)

### Noch nicht restaurierte historische Fahrzeuge
Die folgenden Wagen (außer Triebwagen 401) werden zukünftig durch die Associazione Torinese Tram Storici restauriert für den Einsatz auf der historischen Linie 7 mit Hilfe der Finanzierung des Umweltministeriums und der GTT:
- 447 ehemals Straßenbahn Triest (Fertigstellung war für 2012 vorgesehen)
- 401 ehemals Straßenbahn Rom (erster Gelenktriebwagen der Welt mit Giostra Urbinati (dt.: Urbinati-Karussell), die Restaurierung schreitet sehr langsam voran)
- 961 „Peter-Witt“-Wagen, ehemals Straßenbahn Neapel (Fertigstellung erfolgt nach Wagen 447)
- S1 ehemaliger Schienenreinigungswagen aus Rom, (Restaurierung langfristig vorgesehen)
- 2401+3404 Beiwagen des Typs M4.65 der Straßenbahn München (Termin der Restaurierung noch nicht festgelegt)

Außerdem konnte die ATTS bei einem Schrotthändler Wagen 2593 retten und will ihn zur „Kulturbahn“ umwidmen.

### Nicht fahrfähige historische Fahrzeuge
ausgestellt im Museum der GTT in Sassi
- Wagen 197 (Pferdebahn)
- Belgischer Wagen 209 (restauriert 2006, erste Restaurierung der ATTS)

### Fahrzeuge der Zahnradbahn Sassi-Superga
- D1 Triebwagen mit zwei Achsen – Baujahr: 1934
- D2 e D3 Triebwagen mit vier Achsen – Baujahr: 1934
- D11 e D12 geschlossene Beiwagen mit vier Achsen – Baujahr: 1884
- D13 e D14 offene Beiwagen mit vier Achsen – Baujahr: 1884
- S21 e S22 Wagen zum Material- oder Fahrradtransport

### Besondere Fahrzeuge

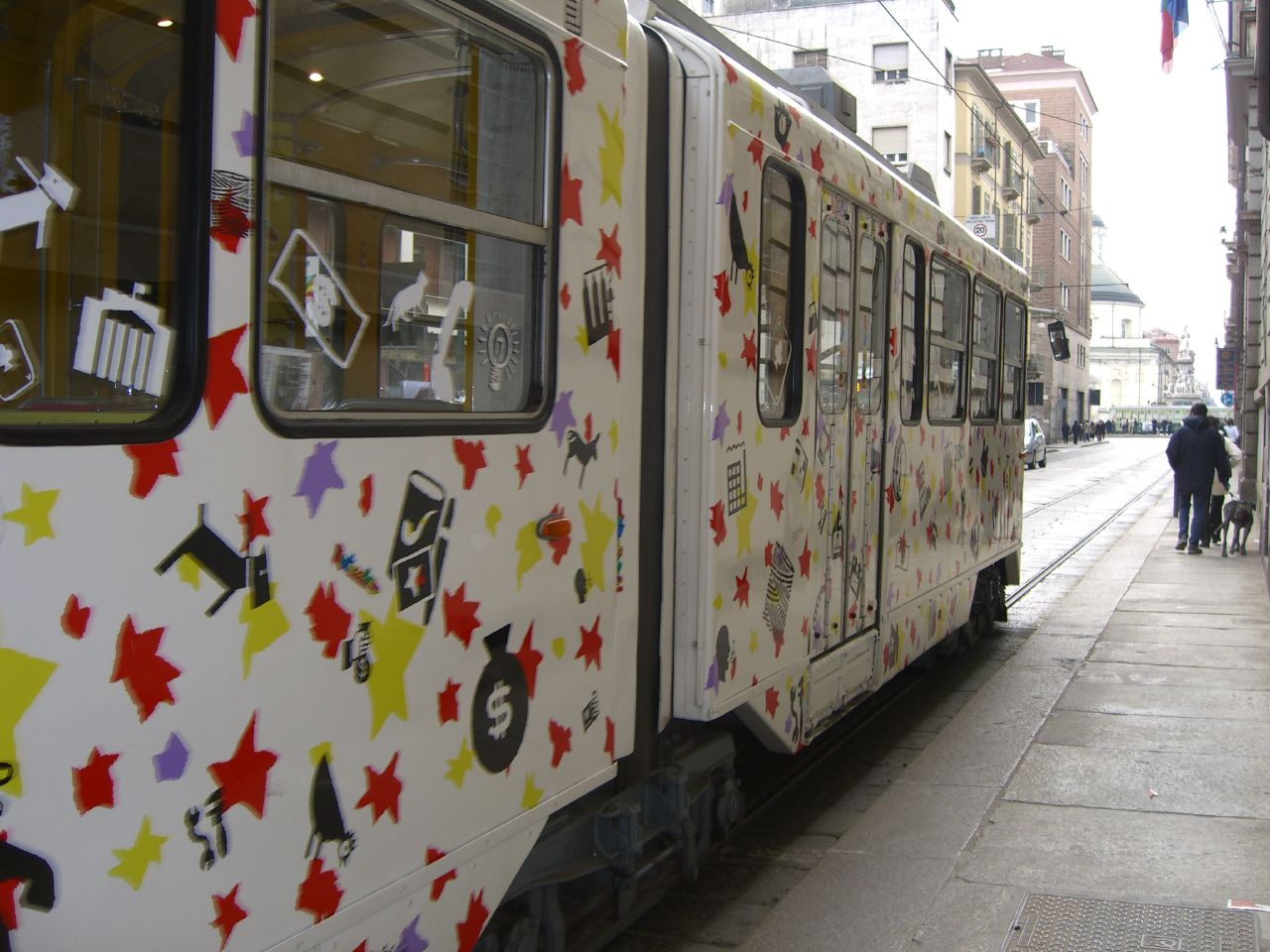
Restauranttram

- Triebwagen 2807 „historische Lackierung mit zwei Grüntönen“
- Triebwagen 2815 „historische Lackierung mit zwei Grüntönen“
- Triebwagen 2852 „historische Lackierung mit zwei Grüntönen“
- Triebwagen 2855 „historische Lackierung mit zwei Grüntönen“
- Triebwagen 2841 „Straßenbahn mit Gastronomie Ristocolor“ (seit 2002)
- Triebwagen 2823 „Gustotram“ (seit 2011)
- Triebwagen 3179 „Tram Teatro“ – Baujahr: 1958 (restauriert 2007)
- Triebwagen 3262 „Tram Progetto Diogene“ – Baujahr: 1958 (Vorgesehen ist eine Restaurierung im Endzustand, Ende der 1990er Jahre)

### Arbeitswagen
- Triebwagen T420 Schienenschleifwagen (abgestellt)
- Triebwagen T427 Sandstreuer
- Triebwagen T450 Rangierlokomotive – Baujahr: 1957

Die Rangierlokomotive T450 wurde mit dem Fahrgestell und der elektrischen Ausrüstung des Wagens ATM 37 vom Beginn des 20. Jahrhunderts gebaut.